# Giovanni II del Liechtenstein
Giovanni II del Liechtenstein, detto il Buono (Lednice, 5 ottobre 1840 – Valtice, 11 febbraio 1929), fu principe del Liechtenstein dal 1858 al 1929. Con la durata di 70 anni e 91 giorni, il regno di Giovanni II è al 4º posto nella classifica dei regni più lunghi della Storia.
Nella storia del Liechtenstein, il suo nome è legato alla concessione della prima costituzione del Principato nel 1862 e per la sua promozione delle arti e delle scienze che portarono ad una prima grande modernizzazione dello Stato, sino ad allora prevalentemente rurale.

## Biografia

### Infanzia ed educazione

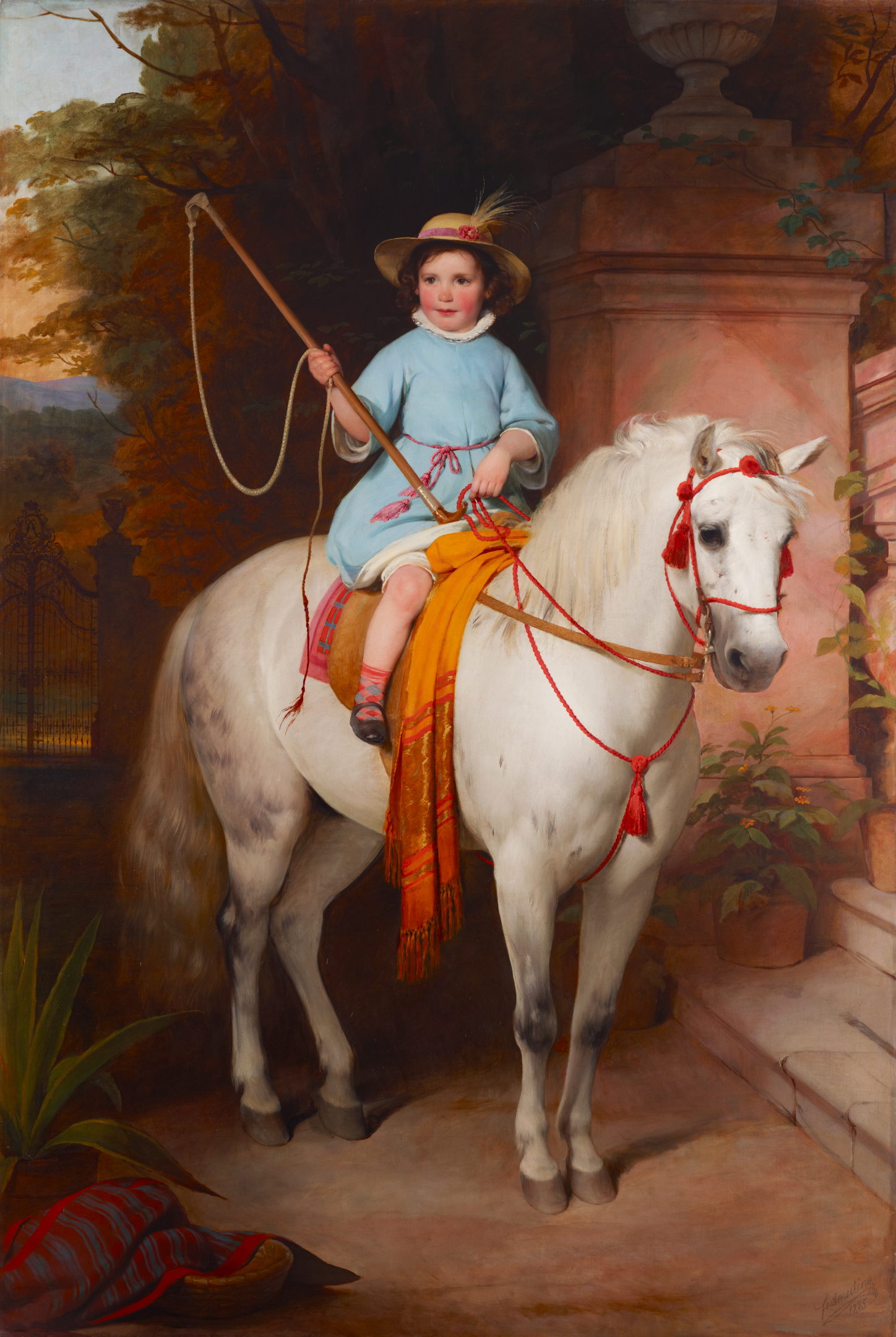
Il giovane principe ereditario Giovanni in un ritratto di Friedrich von Amerling del 1845

Giovanni II era figlio secondogenito del principe Luigi II del Liechtenstein e di sua moglie, la contessa Franziska Kinsky von Wchinitz und Tettau. Giovanni venne alla luce nel 1840 nel castello di Lednice, residenza di campagna della famiglia principesca del Liechstenstein, nell'attuale Repubblica Ceca. Egli era il primo figlio maschio della coppia principesca, mentre suo fratello maschio (tra altre nove femmine), Francesco, nacque tredici anni dopo la sua nascita.
Durante la sua giovinezza ebbe modo di studiare con tutori privati come era in uso all'epoca, acquisendo una particolare conoscenza delle lingue come francese, italiano, ceco e inglese, malgrado la sua salute malferma fosse spesso motivo di preoccupazione nella sua famiglia.
Studiò quindi all'Università di Bonn ed a quella di Karlsruhe.

### Principe del Liechtenstein

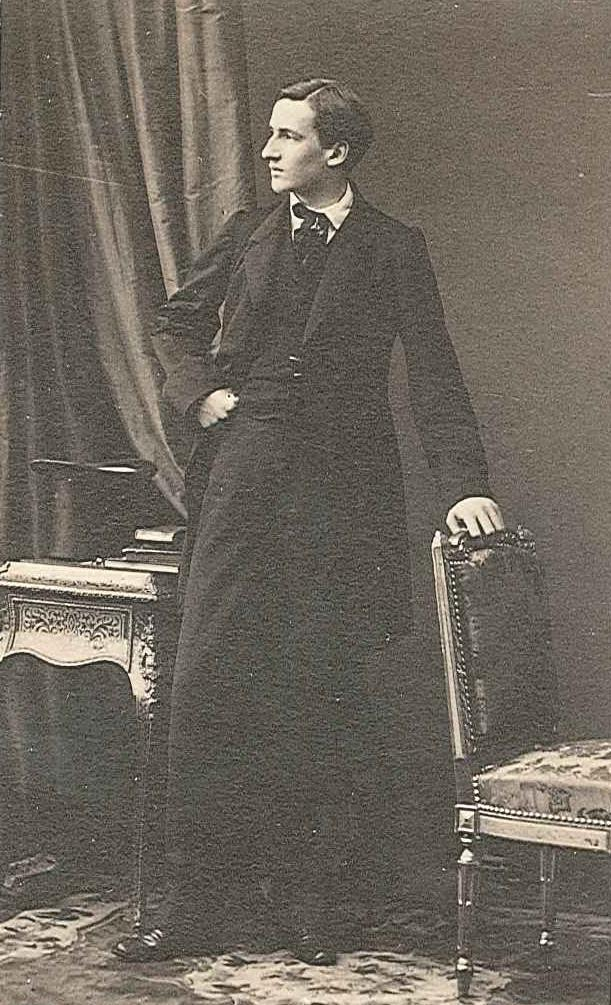
Il giovane principe Giovanni II in una fotografia del 1870

Giovanni ascese al trono poco dopo il suo diciottesimo compleanno, trascorrendo un solo anno sotto la reggenza formale della madre Franziska. Colse quest'occasione per ampliare i propri orizzonti viaggiando molto in Europa, ampliando ulteriormente la collezione artistica di famiglia e promuovendo nel principato lo sviluppo della botanica, dell'archeologia e della geografia. Sempre nel 1859, si recò in visita nel Liechtenstein dove impose l'obbligo scolastico sino ai 14 anni per tutti i figli dei residenti nel principato.
Nel 1862 e nuovamente nel 1921, Giovanni II promosse delle riforme della costituzione di stato che diedero maggiori diritti agli abitanti del principato, trasformando il Liechtenstein in una monarchia costituzionale. I canoni delle costituzioni ideate da Giovanni II sono ancora oggi validi, con alcuni accorgimenti apportati nel 2003.
Nel 1866 decise di abbandonare la Confederazione tedesca e poco dopo abolì l'esercito del Liechtenstein ritenendolo una spesa eccessiva e non necessaria dati i recenti accordi intrapresi con l'Austria. Nel 1869 decise di dotare il principato di un collegamento con il telegrafo Morse che per l'epoca rappresentava uno dei più moderni e veloci mezzi di comunicazione al mondo. Nel 1868 decise la costruzione nella capitale della Cattedrale di San Florino (consacrata nel 1873), oggi sede dell'arcidiocesi di Vaduz. Nel 1898 promosse l'arrivo del telefono nel Liechtenstein dopo che nel 1887 già aveva ottenuto la possibilità di creare nel principato un primo collegamento ferroviario con le altre reti europee. Dal 1905 al 1912 fece restaurare il castello di Vaduz che si trovava in stato fatiscente. Dal 1922 dotò il Liechtenstein di una serie di linee di bus per migliorare il trasporto pubblico locale. In occasione del 50º anniversario di regno, nel 1908, dispose la costruzione della chiesa parrocchiale di Balzers, dedicata a San Nicola di Mira: per questa ragione la chiesa è chiamata anche "chiesa del Giubileo".

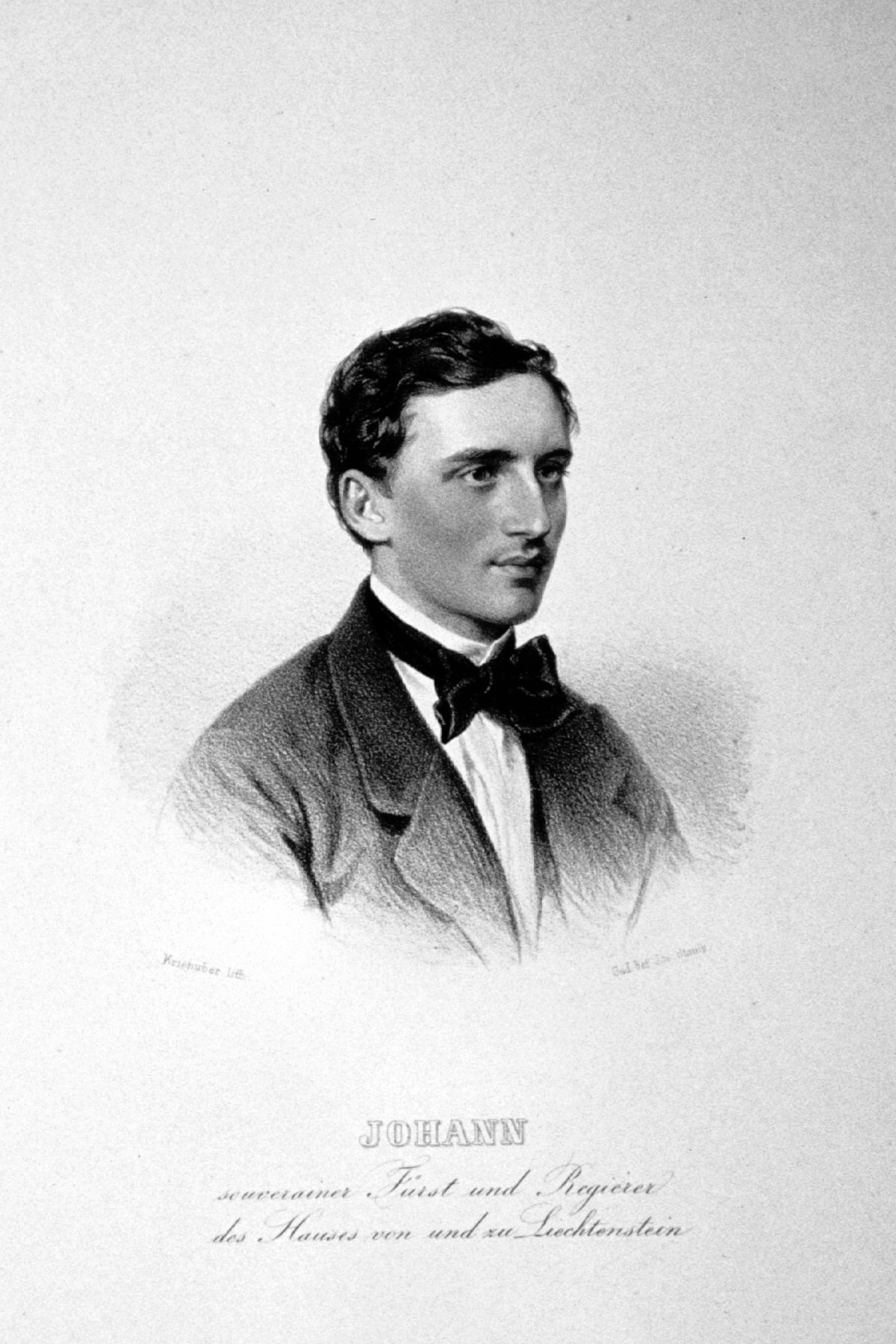
Giovanni II del Liechtenstein ventenne, in una litografia del 1860 di Josef Kriehuber

A livello di politica estera, Giovanni II intrattenne strette relazioni con l'Impero Austro-Ungarico e con la Repubblica Austriaca poi, oltre che con la vicina Svizzera, in particolare dopo la prima guerra mondiale quando le cause belliche avevano messo in crisi le relazioni con l'impero. Durante la Grande Guerra, il principe aveva infatti mantenuto neutrale il proprio principato. La fine dell'Impero austriaco fu comunque un grave dolore per il Principe visto i molti legami, anche di parentela, con questa grande potenza.
Quasi sul finire del regno di Giovanni II, nel 1924, il franco svizzero divenne la moneta ufficiale del Liechtenstein in sostituzione della monetazione austriaca utilizzata precedentemente. Una serie di convenzioni, tra 1921 e 1924, infatti, spostarono il Liechtenstein dall'orbita austriaca a quella svizzera, e ciò fu una grande fortuna per il Principato, visto che l'Austria era diventata uno Stato instabile e con una grave crisi economica mentre la Svizzera era un partner più tranquillo e affidabile; inoltre la bontà di queste politiche si vide dopo l'annessione austriaca alla Germania nel 1938 quando il legame con la Svizzera salvò il Liechtenstein da un destino simile.

### Ultimi anni e morte

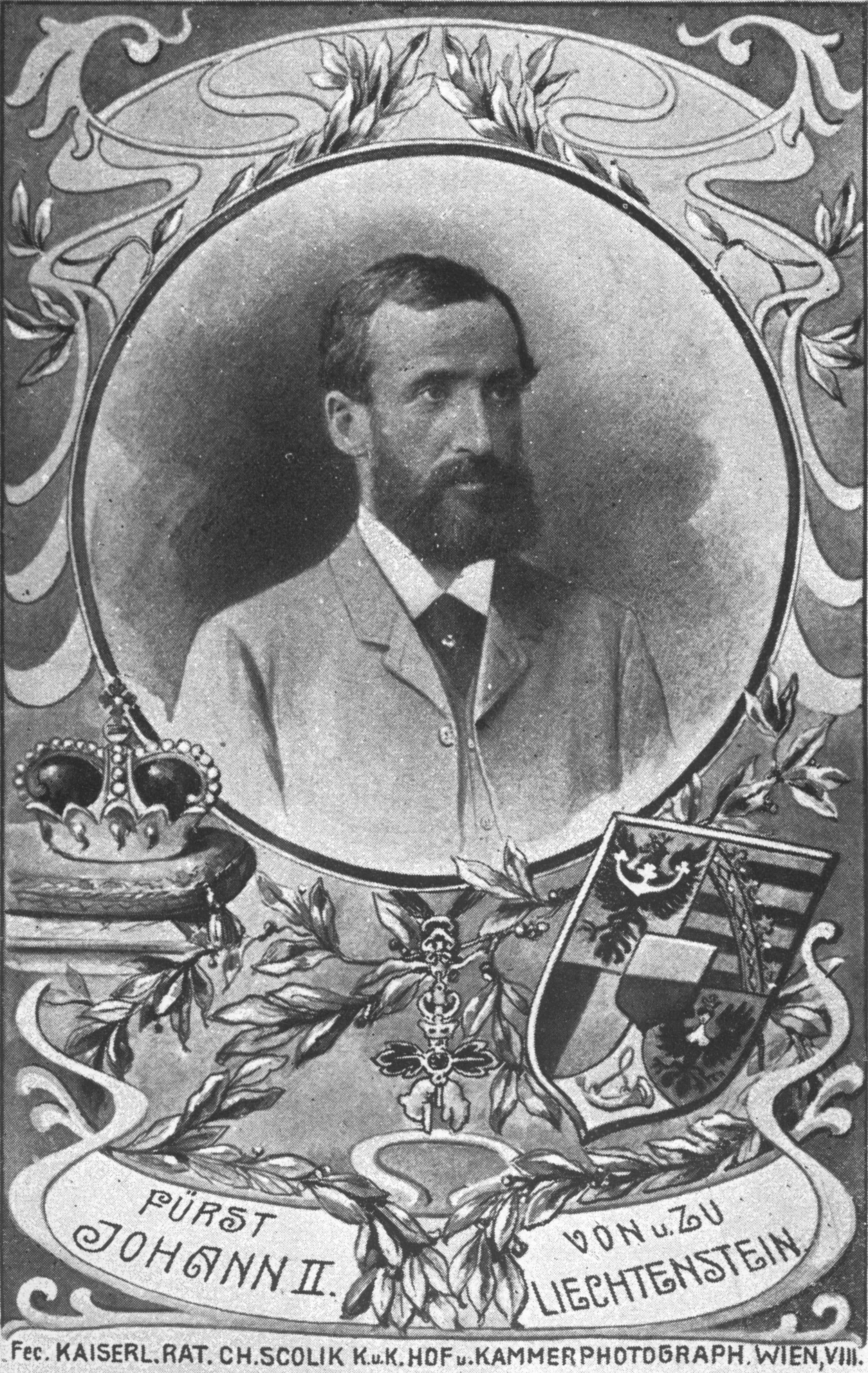
Giovanni II in una cartolina d'epoca

Sebbene egli venne considerato un grande patrono delle arti e delle scienze, Giovanni II venne più volte tacciato di essere un asociale e di non voler partecipare agli eventi mondani. Dalla popolazione fu sempre molto amato per la sua estrema liberalità al punto che, presso la parrocchia di Schaan, è ancora oggi presente un'iscrizione commemorativa che così lo celebra: "Padre del popolo, aiuto dei poveri, amico della pace, pastore della tecnica, principe Giovanni il Buono".
Come molti altri membri della sua famiglia, Giovanni II non aveva mai voluto sposarsi e non aveva avuto eredi e pertanto, alla sua morte, nel 1929, venne succeduto dal fratello Francesco I. Venne sepolto come gli altri membri della sua famiglia a Vranov.

## Onorificenze

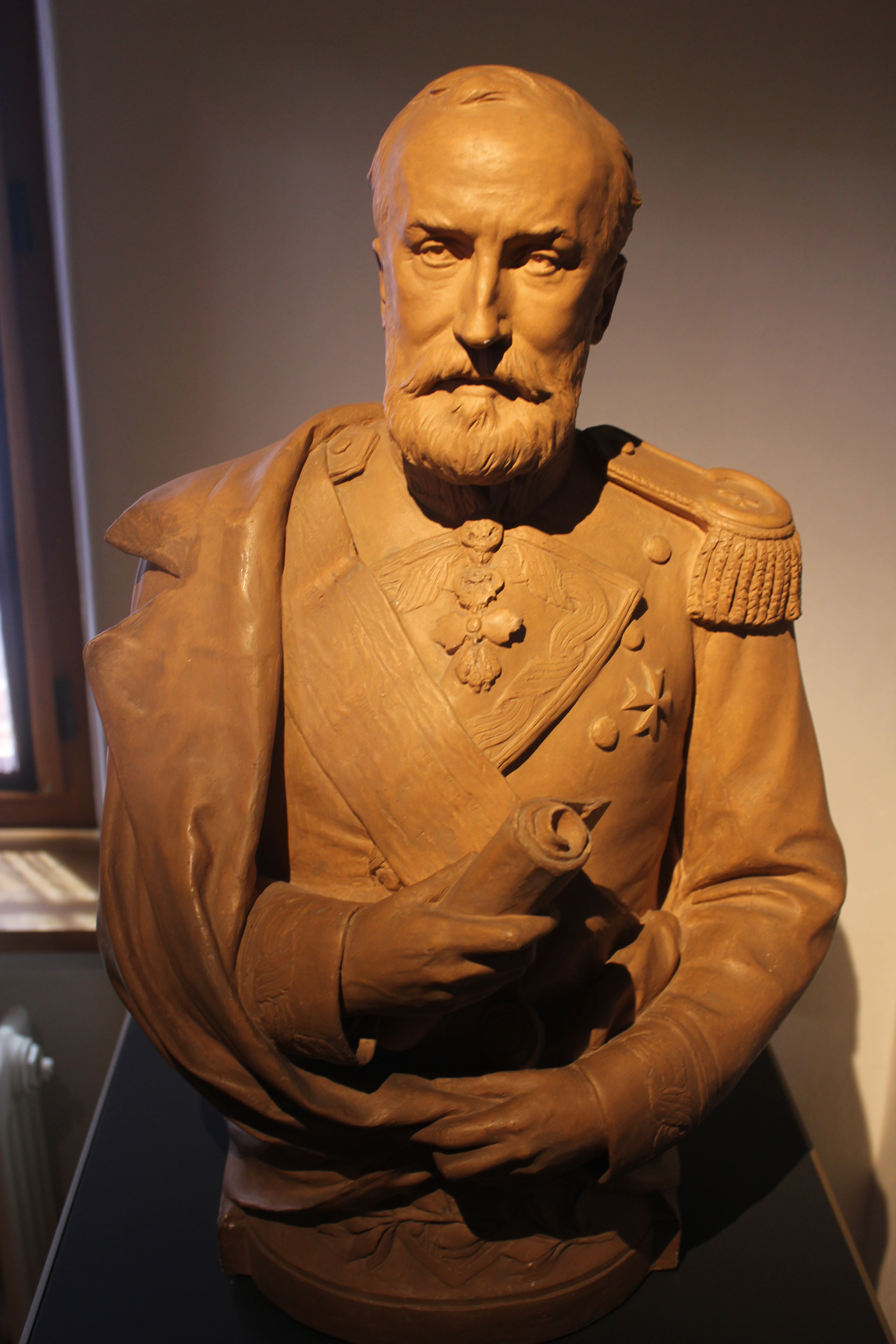
Busto raffigurante il Principe Giovanni II, situato nel Museo nazionale del Liechtenstein

## Ascendenza
|                                                      |                                                          |                                                             | Genitori                                           |  |  | Nonni |  |  | Bisnonni                               |  |  | Trisnonni                  |  |
|                                                      |                                                          |                                                             |                                                    |  |  |       |  |  | Francesco Giuseppe I del Liechtenstein |  |  | Emanuele del Liechtenstein |  |
|                                                      |                                                          |                                                             |                                                    |  |  |       |  |  | Francesco Giuseppe I del Liechtenstein |  |  | Emanuele del Liechtenstein |  |
|                                                      |                                                          | Maria Anna Antonia di Dietrichstein-Weichselstädt           |                                                    |  |  |       |  |  | Francesco Giuseppe I del Liechtenstein |  |  |                            |  |
| Giovanni I Giuseppe del Liechtenstein                |                                                          |                                                             |                                                    |  |  |       |  |  | Francesco Giuseppe I del Liechtenstein |  |  |                            |  |
|                                                      |                                                          | Leopoldina di Sternberg                                     | Francesco Filippo di Sternberg                     |  |  |       |  |  |                                        |  |  |                            |  |
|                                                      |                                                          | Leopoldina di Sternberg                                     | Francesco Filippo di Sternberg                     |  |  |       |  |  |                                        |  |  |                            |  |
|                                                      |                                                          | Leopoldina di Sternberg                                     | Maria Leopoldina di Starhemberg                    |  |  |       |  |  |                                        |  |  |                            |  |
| Luigi II del Liechtenstein                           |                                                          | Leopoldina di Sternberg                                     |                                                    |  |  |       |  |  |                                        |  |  |                            |  |
|                                                      |                                                          | Joachim Egon di Fürstenberg-Weitra                          | Ludwig Wilhelm August Egon di Fürstenberg-Weitra   |  |  |       |  |  |                                        |  |  |                            |  |
|                                                      |                                                          | Joachim Egon di Fürstenberg-Weitra                          | Ludwig Wilhelm August Egon di Fürstenberg-Weitra   |  |  |       |  |  |                                        |  |  |                            |  |
|                                                      |                                                          | Joachim Egon di Fürstenberg-Weitra                          | Maria Anna Gräfin Fugger von Kirchberg-Weissenhorn |  |  |       |  |  |                                        |  |  |                            |  |
| Giuseppa di Fürstenberg-Weitra                       |                                                          | Joachim Egon di Fürstenberg-Weitra                          |                                                    |  |  |       |  |  |                                        |  |  |                            |  |
|                                                      |                                                          | Sophia Maria di Oettingen-Wallerstein                       | Filippo Carlo di Oettingen-Wallerstein             |  |  |       |  |  |                                        |  |  |                            |  |
|                                                      |                                                          | Sophia Maria di Oettingen-Wallerstein                       | Filippo Carlo di Oettingen-Wallerstein             |  |  |       |  |  |                                        |  |  |                            |  |
|                                                      |                                                          | Sophia Maria di Oettingen-Wallerstein                       | Carlotta Giuliana di Oettingen-Baldern             |  |  |       |  |  |                                        |  |  |                            |  |
| Giovanni II del Liechtenstein                        |                                                          | Sophia Maria di Oettingen-Wallerstein                       |                                                    |  |  |       |  |  |                                        |  |  |                            |  |
|                                                      | Joseph Ernst, IV principe Kinsky von Wchinitz und Tettau | Franz de Paula, III principe Kinsky von Wchinitz und Tettau |                                                    |  |  |       |  |  |                                        |  |  |                            |  |
|                                                      | Joseph Ernst, IV principe Kinsky von Wchinitz und Tettau | Franz de Paula, III principe Kinsky von Wchinitz und Tettau |                                                    |  |  |       |  |  |                                        |  |  |                            |  |
|                                                      | Joseph Ernst, IV principe Kinsky von Wchinitz und Tettau | Maria Sidonia Teresa di Hohenzollern-Hechingen              |                                                    |  |  |       |  |  |                                        |  |  |                            |  |
| Franz de Paula Joseph Kinsky von Wchinitz und Tettau | Joseph Ernst, IV principe Kinsky von Wchinitz und Tettau |                                                             |                                                    |  |  |       |  |  |                                        |  |  |                            |  |
|                                                      |                                                          | Maria Rosa von Harrach                                      | Ferdinand Bonaventura von Harrach                  |  |  |       |  |  |                                        |  |  |                            |  |
|                                                      |                                                          | Maria Rosa von Harrach                                      | Ferdinand Bonaventura von Harrach                  |  |  |       |  |  |                                        |  |  |                            |  |
|                                                      |                                                          | Maria Rosa von Harrach                                      | Maria Rosa von Harrach                             |  |  |       |  |  |                                        |  |  |                            |  |
| Franziska Kinsky von Wchinitz und Tettau             |                                                          | Maria Rosa von Harrach                                      |                                                    |  |  |       |  |  |                                        |  |  |                            |  |
|                                                      |                                                          | Rudolf von Wrbna und Freudenthal                            | Eugen Václav Josef von Wrbna und Freudenthal       |  |  |       |  |  |                                        |  |  |                            |  |
|                                                      |                                                          | Rudolf von Wrbna und Freudenthal                            | Eugen Václav Josef von Wrbna und Freudenthal       |  |  |       |  |  |                                        |  |  |                            |  |
|                                                      |                                                          | Rudolf von Wrbna und Freudenthal                            | Maria Theresia Kollonitz von Kollegrád             |  |  |       |  |  |                                        |  |  |                            |  |
| Therese von Wrbna und Freudenthal                    |                                                          | Rudolf von Wrbna und Freudenthal                            |                                                    |  |  |       |  |  |                                        |  |  |                            |  |
|                                                      |                                                          | Marie Theresia Aloisia von Kaunitz-Rietberg-Questenberg     | Dominik Andreas von Kaunitz-Rietberg-Questenberg   |  |  |       |  |  |                                        |  |  |                            |  |
|                                                      |                                                          | Marie Theresia Aloisia von Kaunitz-Rietberg-Questenberg     | Dominik Andreas von Kaunitz-Rietberg-Questenberg   |  |  |       |  |  |                                        |  |  |                            |  |
|                                                      |                                                          | Marie Theresia Aloisia von Kaunitz-Rietberg-Questenberg     | Bernardina di Plettenberg-Wittem                   |  |  |       |  |  |                                        |  |  |                            |  |
|                                                      |                                                          | Marie Theresia Aloisia von Kaunitz-Rietberg-Questenberg     |                                                    |  |  |       |  |  |                                        |  |  |                            |  |